# عطية شرارة
عطية حسن محمد شرارة (18 نوفمبر 1923 - 15 يونيو 2014) هو مؤلف موسيقي وملحن مصري ينتمي إلى الجيل الثاني من مؤلفي الموسيقى المصريين.

## مولده ونشأته
ولد عطية حسن محمد شرارة في القاهرة في 18 نوفمبر 1923، وتلقى تعليمه الأولي بمدرسة النحاسين ببيت القاضي، ثم أكمل دراسته الثانوية بمدرسة شبرا حيث استقرت الأسرة. ألحقه والده ـ الذي لاحظ ميوله الموسيقية ـ بمعهد فؤاد الأول لموسيقى العربية برمسيس، حيث درس عزف الكمان وعلوم الموسيقى العربية وتخرج سنة 1946.
بدأ شرارة العزف وهو طالب بالمعهد العالي مع الموسيقار محمد عبد الوهاب في أغنية حكيم عيون في فيلم رصاصة في القلب.

## مؤلفاته الموسيقية
بدأ عطية شرارة التأليف الموسيقى عام 1948، فكتب مجموعة مقطوعات تقليدية (ذات لحن واحد) قُدمت في الإذاعة المصرية. كان شرارة أيضًا ـ إلى جانب عمله كمؤلف موسيقى ـ عازف كمان أول في فرقة موسيقى الإذاعة، ثم عين قائدًا لها، وأشرف على ركن الأغاني في الإذاعة المصرية.
أنشأ عطية شرارة فرقًا موسيقية في عدة إذاعات عربية، منها إذاعات تونس وليبيا والجزائر، وشارك في إنشاء معهد للموسيقى العربية بالأردن.

## تلحين الأغاني
لحن شرارة لعدد من المطربين والمطربات منهم شهرزاد ومحمد قنديل وكارم محمود وعبد الغني السيد وعادل مأمون وعبد الغني السيد، كما وضع الألحان والموسيقى التصويرية لعدد من الأفلام الروائية المصرية، منها لحن السعادة وقاطع طريق وحسن وماريكا وأحبك يا حسن وإسماعيل ياسين طرزان وابن حميدو وزنوبة وجسر الخالدين.

## فريق سداسي شرارة
في عام 1980 كون عطية شرارة فرقة «سداسى شرارة»، والتي ضمت أبناءه بهدف تقديم المؤلفات الموسيقية التي كتبها خلال مشواره الفنى، ويشارك معها حالياً أحفاده من الموسيقيين الشباب.
في عام 2012 كان أعضاء فريق «سداسي شرارة» هم:
- د. حسن شرارة (كمان)
- محمد شرارة (كمان)
- محمد محيى (كمان)
- أحمد شرارة (كمان)
- خلود شرارة (فلوت)
- أشرف شرارة (تشيللو)
- عمر شرارة (تشيللو)
- عابدين سعيد (قانون)
- عبد الرحمن إبراهيم (كونتر باص)
- هانى زين (إيقاع)

## الجوائز والأوسمة
- جائزة الدولة التشجيعية في التأليف الموسيقى عام 1983 عن «الكونشرتو الثانى للفيولينة والأوركسترا»[5]
- وسام العلوم والفنون من الطبقة الأولى سنة 1985[5]
- وسام العلوم والفنون والثقافة من الطبقة الثانية من السلطان قابوس سلطان عمان[5]
- كُرم في مهرجان «اتجاهات عربية» في الأوبرا المصرية.[2]